# Stjepan Tomaš Kotromanić
Stjepan Tomaš Kotromanić, poznat i kao Stipan Tomaš Ostojić (1411. – 1461.), prvi legalni bosanski kralj od 1444. do 1461. godine, jer je papa tek 1445. godine priznao kraljevsku titulu bosanskom vladaru koju su do tada samoproglašeno nosili. Iz vladarske je kuće Kotromanića.

## Životopis
Stjepan Tomaš je nezakoniti sin kralja Stjepana Ostoje. Nakon smrti kralja Tvrtka II., koji nije imao potomaka, velikaši su izabrali 1443. Stjepana Tomaša za njegova nasljednika. Na prijestolje je stupio krajem studenog ili početkom prosinca, što je odmah dojavio Dubrovčanima koji mu 5. prosinca čestitaju preuzimanje vlasti. Od početka vladavine imao je probleme s nekim velikašima koji nisu bili zadovoljni njegovim izborom; sa Stjepanom Vukčićem morao je više puta ratovati.
Na jednoj ispravi, nekoliko mjeseci nakon izbora za kralja, izdanoj Dubrovčanima u Kreševu 3. rujna 1444., potpisao se kao: Stipan Tomaš, božjom milošću kralj Srbljem, Bosni, Primorju, Homsci zemlji, Dalmaciji, Hervatom, Donjim krajem, Zapadnim stranam k tomu.
U mladosti je bio krstjanin, kao i dio lokalnog plemstva, dok je kasnije, na nagovor hvarskog biskupa Tome Tomasinija, prihvatio katoličku vjeru. Papa Pio II. ponošitio je njegov prvi brak s Vojačom s kojom nije ni bio vjenačn po katoličkom obredu. Iste je godine papinom ispravom dobio je legalizaciju rođenja, što mu je bilo prijeko potrebno zbog sukoba s vojvodom Stjepanom Vukčićem, koji mu je osporavao pravo na prijestolje. U novim su se okolnostima Tomaš i vojvoda Stjepan Vukčić privremeno zbližili te se Tomaš u Milodražu u svibnju 1446. vjenčao sa Stjepanovom kćeri Katarinom.
Nakon bitke kod Varne 1444. godine sve više je prijetila turska opasnost. Zbog toga je u više navrata tražio pomoć Ugarske, Venecije, Dubrovnika i Svete Stolice.
Iako katolik, i poslije obraćenja priznaje postojanje i krstjanima zbog čega ga franjevci tuže papi. Stjepan se opravdavao kak oje to činio kako bi se izbjegli veći problemi. Stjepan Vukčić je 1448. uzeo naslov hercega, čime je želio naglasiti svoju nezavisnost od bosanskog kralja. Također, u Hercegovinu je primao krivovjerce koje je Tomaš progonio iz svoga kraljevstva.
Papa Kalist III. nastojao je pomoći bosanskom kralju u više navrata u pripravi na obrambeni rat. Godine 1458., u nadi da će mu Turci pomoći da preuzme vlast u srpskoj despotovini, Stjepan Tomaš u proljeće 1458. sklapa separatni mir sa sultanom te mu šalje kao danak 9.000 dukata.
Uvidjevši pogrešku, dogovorio se u Segedinu s ugarskim kraljem Matijašom da u Smederevo pošalje sina Stjepana koji će se tamo 1. travnja 1459. vjenčati s Marom, kćerkom srpskoga despota Lazara koji nije imao muškoga potomka, pa je tako Srbija kao miraz ušla pod vlast bosanske krune. Turci su odmah krenuli u pohod na Smederevo i osvojili ga 20. lipnja. Despot je sa ženom pobjegao u Bosnu te je tako predao sultanu Smederevo i despotovinu.
Kralj Stjepan Tomaš umro je iznenada u ljetu 1461. godine, a njegov sin Stjepan Tomašević je odmah preuzeo vlast u kraljevstvu. Prema pisanju ljetopisca Ivana Tomašića, Stjepan Tomaš je imao nesuglasice sa sinom Stjepanom Tomaševićem i bratom Radivojem koji su ga 10. srpnja te godine pred gradom Orihovicom na izvoru rijeke Une ubili. Drugi smatraju da je teško bolestan, umro prirodnom smrću, između 8. i 25. srpnja 1461. godine. Prema trećoj teoriji poginuo je u borbi s hrvatskim banom Pavlom Špirančićem pod gradom Orihovicom 10. srpnja 1461. godine.
U braku s kraljem Stjepanom Tomašom, kraljica Katarina je rodila dvoje djece: Žigmunda i Katarinu. S bivšom suprugom Vojačom imao i starijeg sina Stjepana Tomaševića.

### Članci
- Vukšić, Tomo. 2003. Papa Pio II. (1458.-1464.) i kralj Tomaš (1443.-1461.). Vrhbosnensia. Univerzitet u Sarajevu – Katolički bogoslovni fakultet. Sarajevo. 7 (2): 371–407

| Prethodnik Tvrtko II. | Bosanski kralj 1443. – 1461. | Nasljednik Stjepan Tomašević |